# Virt (okres Komárno)
Virt (maďarsky Virt) je obec na řece Dunaji v okrese Komárno v Nitranském kraji na Slovensku. Žije v ní 324 obyvatel.

## Historie
První písemná zmínka o vesnici pochází z roku 1256. 

## Přírodní poměry
V katastrálním území obce ležela přírodní rezervace Mašan. V roce 2020 byla zrušena a její území začleněno do chráněného areálu Marcelovské piesky.

## Pamětihodnosti
- Hrob s náhrobíkem Dávida Barótiho-Saba
- Pyberovský kaštel